# Råbäck

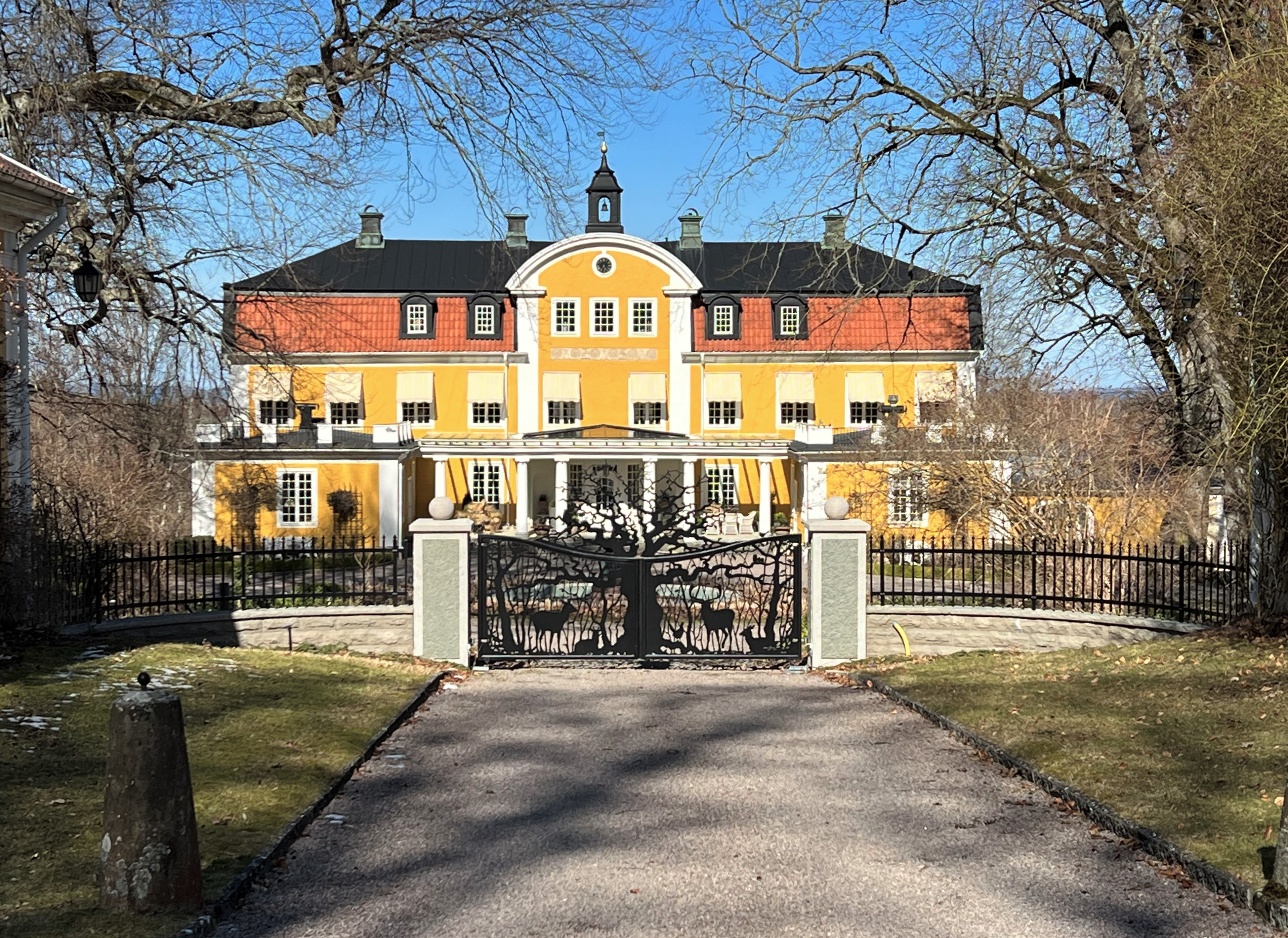
Råbäck, 2023

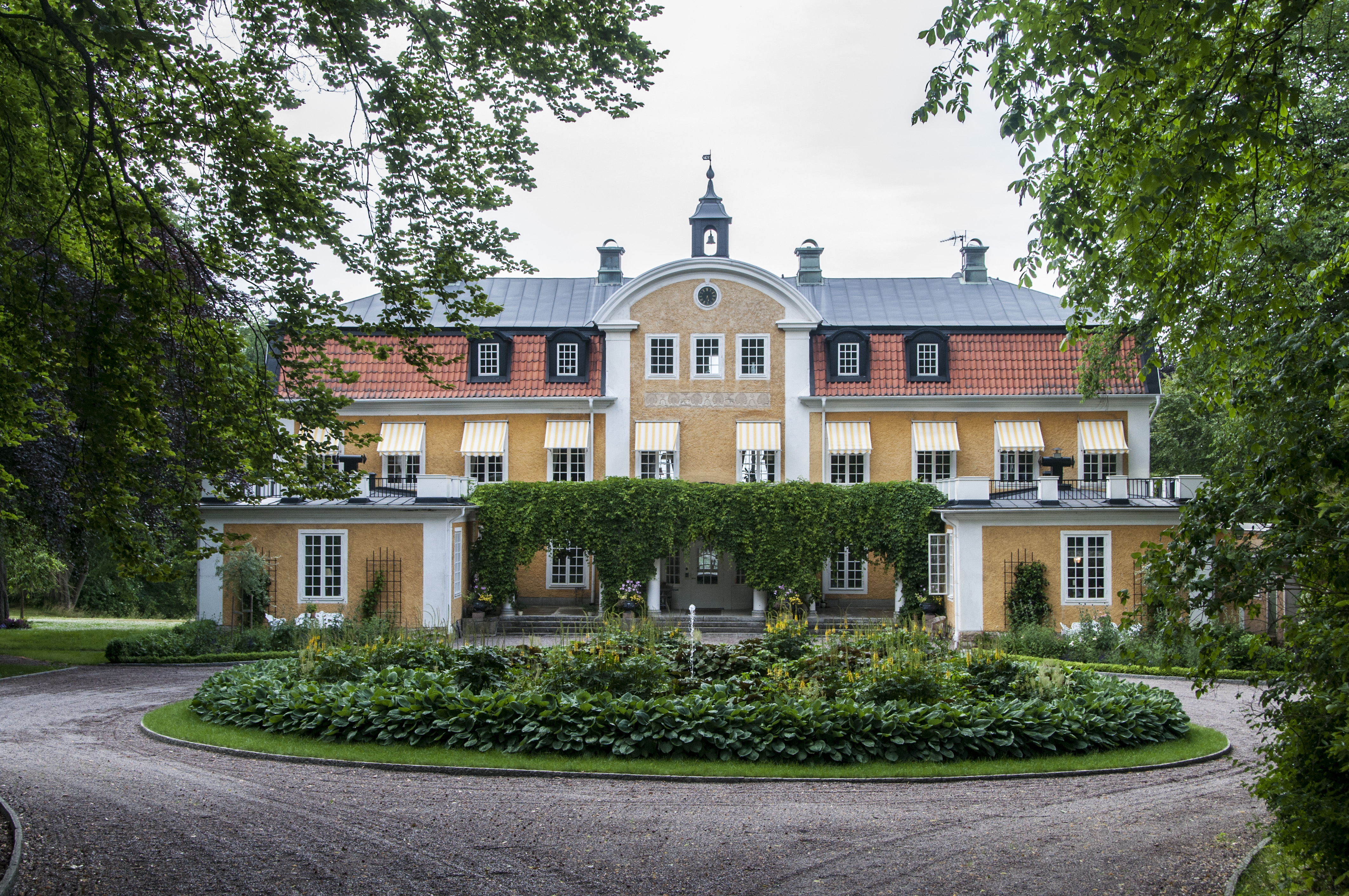
Råbäck, 2010

Råbäck är en herrgård i Medelplana socken i Götene kommun. Inte långt från herrgården ligger hållplatsen Råbäck på Kinnekullebanan.
År 1667 byggdes ett corps de logi. Interiören byggdes om 1890 och 1918 fick exteriören sitt nuvarande utseende enligt Isak Gustaf Clasons ritningar.
Råbäck ligger på västra sluttningen av Kinnekulle söder om Hällekis och är omtalad för sina naturomgivningar, bland vilka kan nämnas Munkängarna och Mörkeklevs grotta. På Råbäcks ägor står utsiktstornet på Kinnekulles högsta punkt. Råbäcks park fick sin utformning vid sekelskiftet 1900. I parken ligger apostlagrottan med sina 12 stenstolar och Sankta Ragnhilds källa.
Driften vid Råbäcks egendom har utöver jord- och skogsbruk även omfattat kvarn, mejeri, kalkbruk, stenhuggeri, rederi och turisthotell. Stenhuggeriet i Råbäcks hamn drevs under namnet Råbäcks mekaniska stenhuggeri och är ett arbetslivsmuseum sedan 1983. 
Egendomen, som under 1500- och 1600-talen tillhörde adliga släkten Stake och under förra hälften av 1700-talet medlemmar av släkten Gyllengrip. År 1879 kom gården i släkten Klingspors ägo. I mitten av 1990-talet såldes Råbäck av familjen Klingspor, efter att gården varit släktens ägo i nästan 100 år. Råbäck ägs numera (2015) av Erik Hemberg.
Råbäck har en hållplats på Kinnekullebanan.

## Råbäcks turisthotell
I början av 1880-talet lät Carl Klingspor bygga Råbäcks turisthotell, av arkitekten Adrian C. Peterson. Det hade sin glanstid från invigningen till 1960-talet. 
Sommaren 1901 var Selma Lagerlöf på hotellet och färdigställde sin roman Jerusalem.
År 1982 revs de byggnader som fortfarande fanns kvar eftersom de hade fått förfalla.

## Bildgalleri

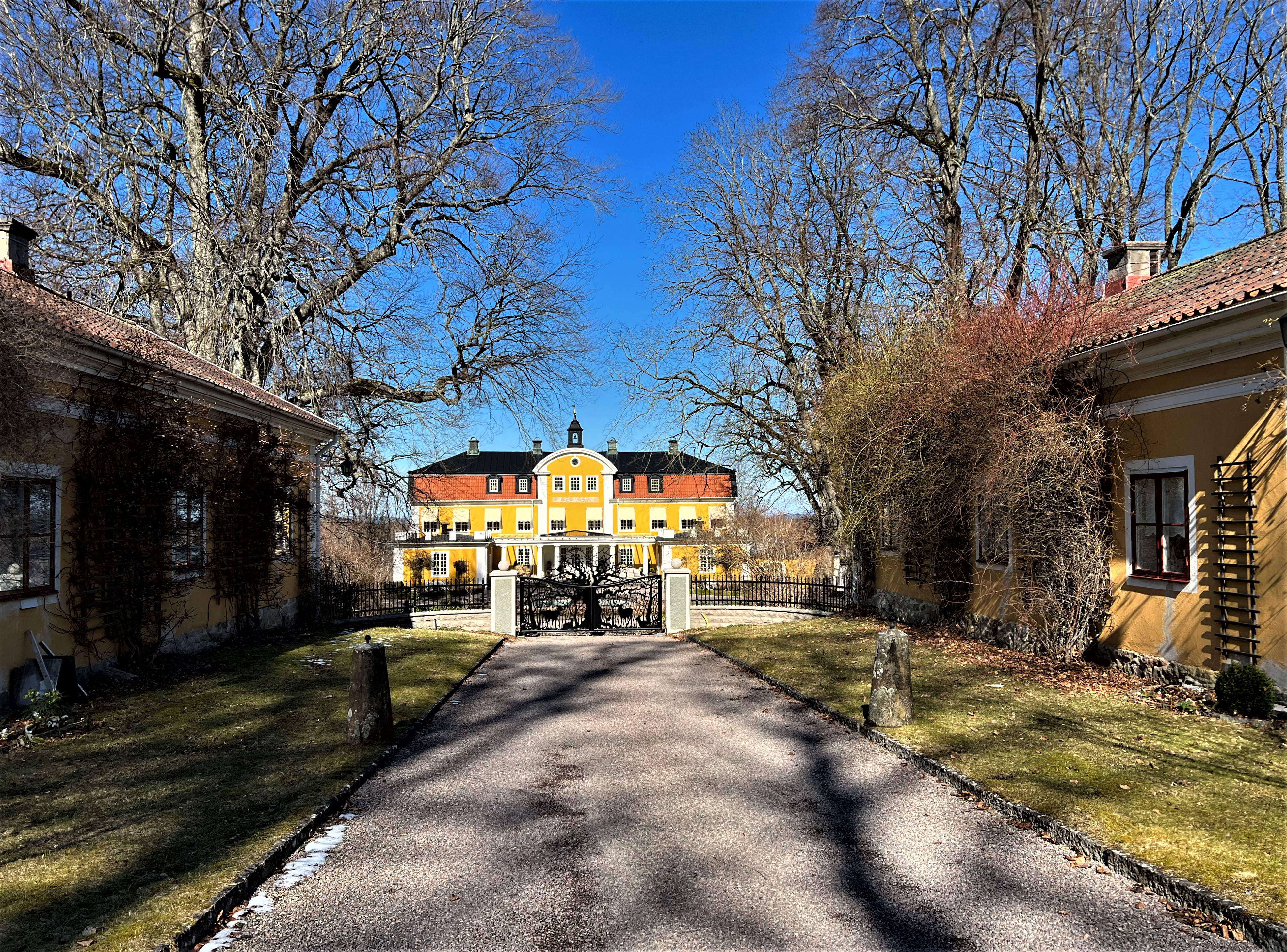
Råbäck
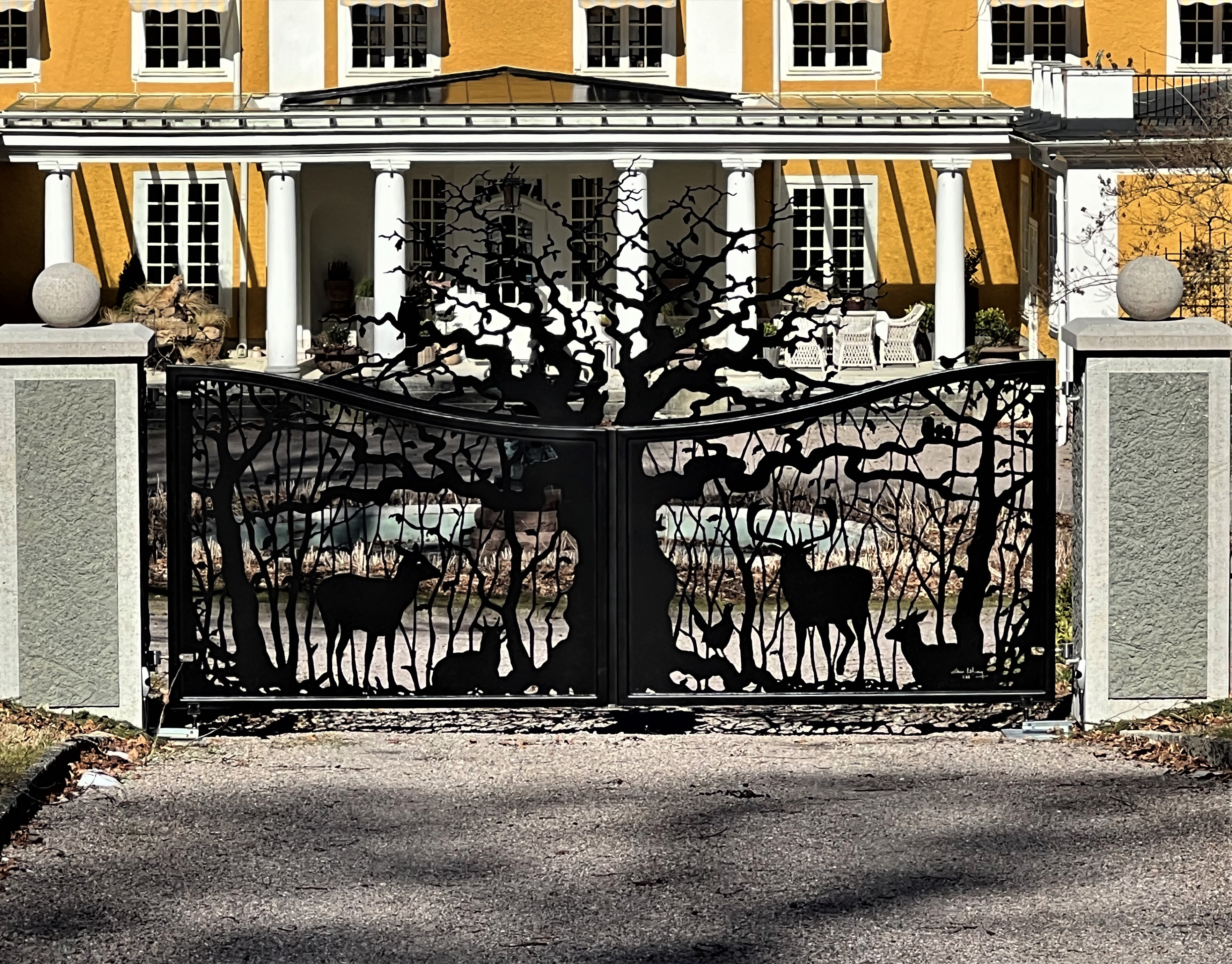
Råbäck
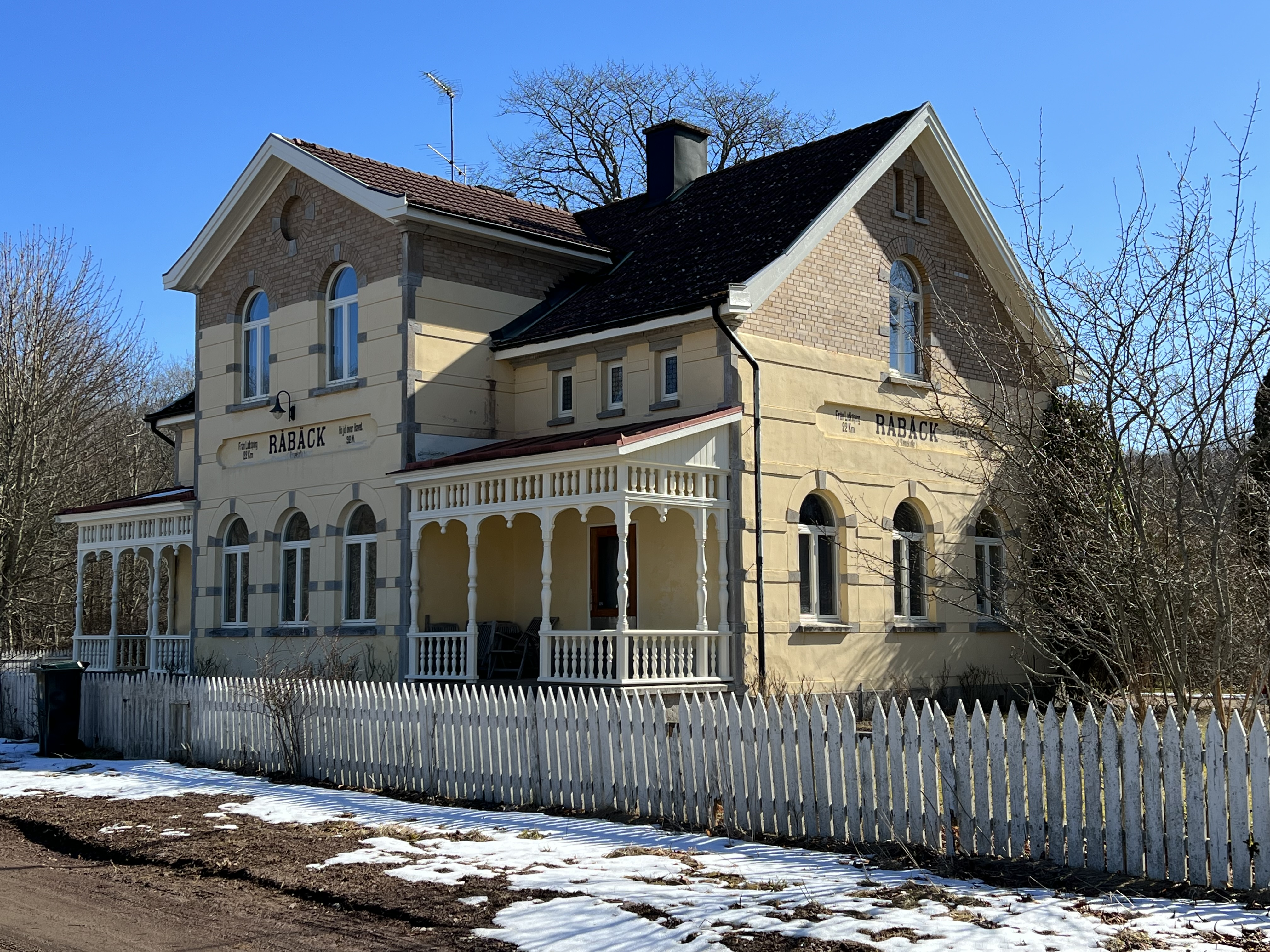
Råbäcks tidigare stationsbyggnad vid Kinnekullebanan